# Benedikt Schmittmann

Benedikt Schmittmann, ca. 1905

Benedikt Schmittmann (* 4. August 1872 in Düsseldorf; † 13. September 1939 im KZ Sachsenhausen) war ein deutscher Sozialwissenschaftler und Sozialpolitiker.

## Leben

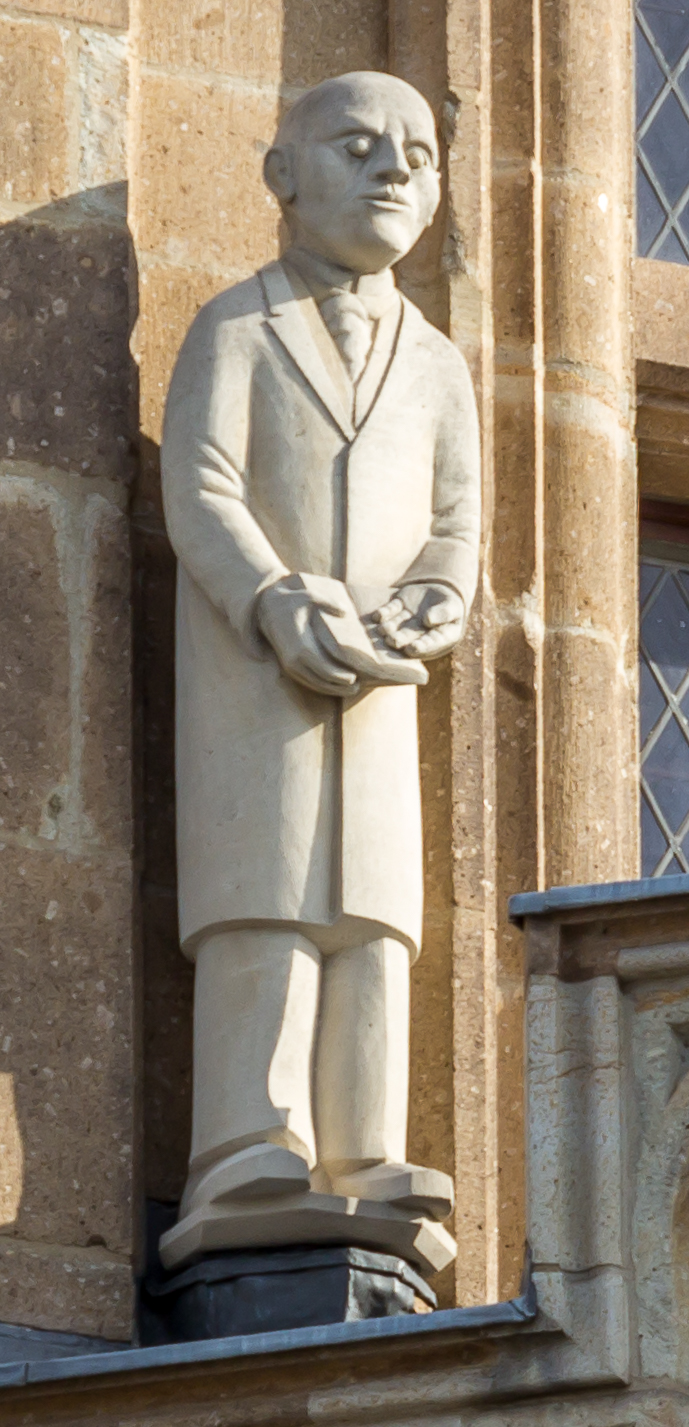
Statue am Kölner Rathausturm. Bildhauer: Toni Zenz

Schmittmann wurde in einer Kaufmannsfamilie in Düsseldorf in der Bolkerstraße geboren. Nach seinem Abitur studierte er Kulturwissenschaften in Rom, anschließend bis 1896 Rechtswissenschaften an der Albert-Ludwigs-Universität in Freiburg im Breisgau, an der Universität Leipzig und der Rheinischen Friedrich-Wilhelms-Universität in Bonn. Er trat den katholischen Studentenverbindungen Brisgovia Freiburg (1893), K.St.V. Teutonia-Leipzig (1894) und später auch der K.St.V. Arminia Bonn bei. 1897 wurde er an der Universität Erlangen promoviert. 1903 heiratete er die Kölnerin Helene („Ella“) Wahlen, eine Cousine Emma Weyers, der ersten Frau Konrad Adenauers.
Seinem Naturell entsprechend engagierte sich Schmittmann bald in der Sozialarbeit: Als Landesrat und Leiter des Wohlfahrtswesens der Rheinischen Provinzialverwaltung (ein Vorläufer des Landschaftsverbands Rheinland LVR) widmete er sich der Invalidenversicherung und organisierte die Landkranken- und Unfallpflege für die ländlichen Gebiete des Rheinlands. U. a. mit dem Aufbau von TBC-Stationen auf dem Lande zur Bekämpfung der Volkskrankheit Tuberkulose verzeichnete er praktische sozialpolitische Erfolge.
1919 wurde er Professor für Sozialwissenschaften an der Universität zu Köln. Auch heute noch sind seine zahlreichen Publikationen von hohem Interesse. Er galt als einer der ersten Vertreter einer katholischen Soziallehre.
Schmittmann wurde nur wenige Wochen nach dem Machtwechsel 1933 von der SA aus seiner Wohnung verschleppt und in Schutzhaft genommen. Schmittmann wurde mit einem Lehrverbot belegt. Ihm wurde – nach Akten im Düsseldorfer Hauptstaatsarchiv – von den Nationalsozialisten vorgehalten, dass er insgeheim im Ruhrgebiet und in Köln Konventikel unterhielt, um die Soziallehre der katholischen Kirche zu verbreiten. Ihm wurde von den Nationalsozialisten nahegelegt, zu emigrieren; auch sein Freund Konrad Adenauer riet ihm dazu. Schmittmann jedoch blieb in Deutschland und lebte zurückgezogen in seinem Haus in Düsseldorf-Flehe. Mit Kriegsbeginn am 1. September 1939 wurde er verhaftet und am 8. September 1939 in das Konzentrationslager Sachsenhausen verbracht. Am 13. September 1939 verstarb Schmittmann an den Folgen von Misshandlungen durch die SS – er wurde zu Tode getreten. Seiner Witwe gelang es, seinen Leichnam in einem Sarg nach Düsseldorf transportieren zu lassen, wo er auf dem Nordfriedhof begraben wurde.

## Ehrungen und Nachleben

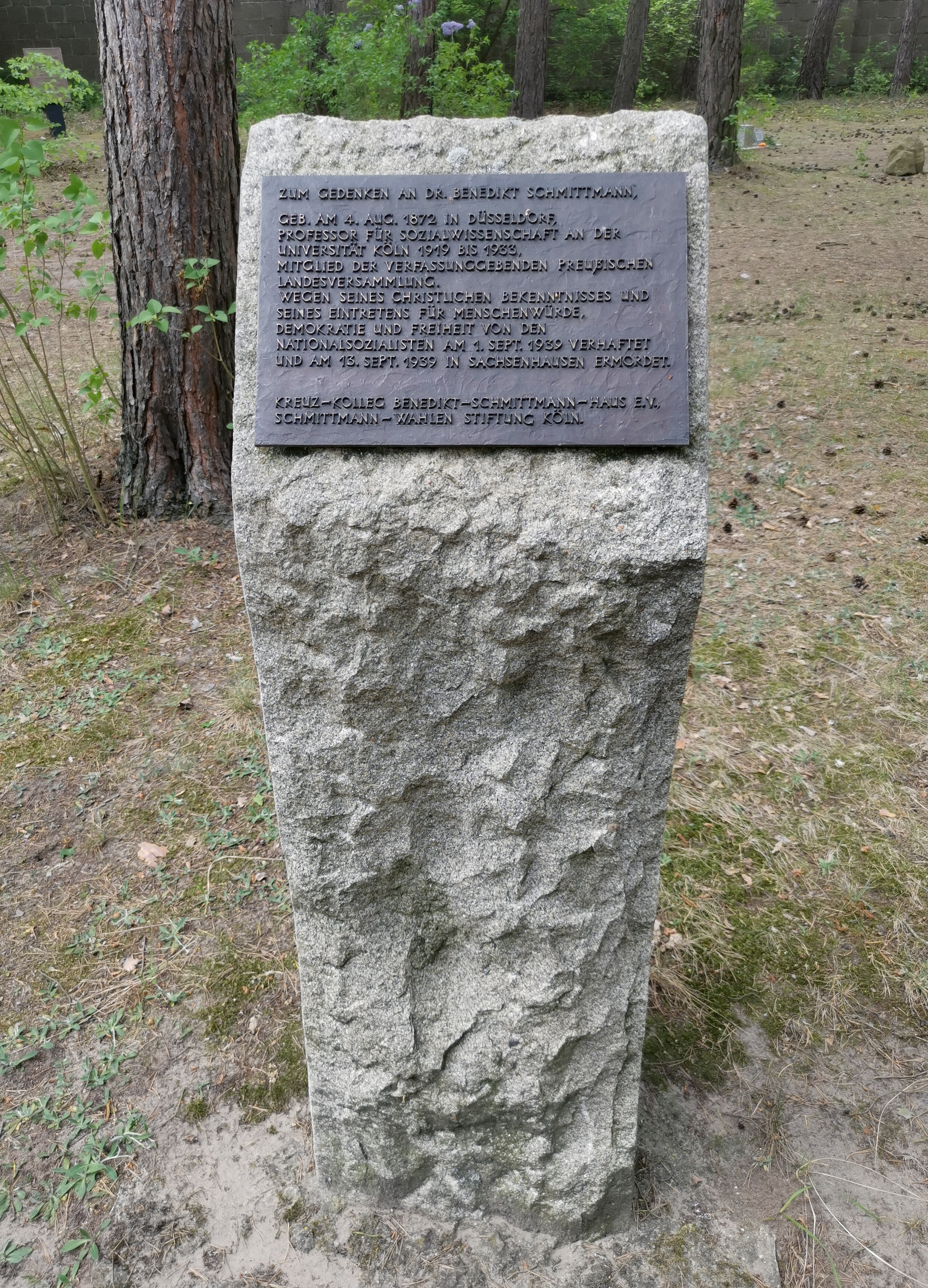
Gedenktafel in der Gedenkstätte und Museum Sachsenhausen

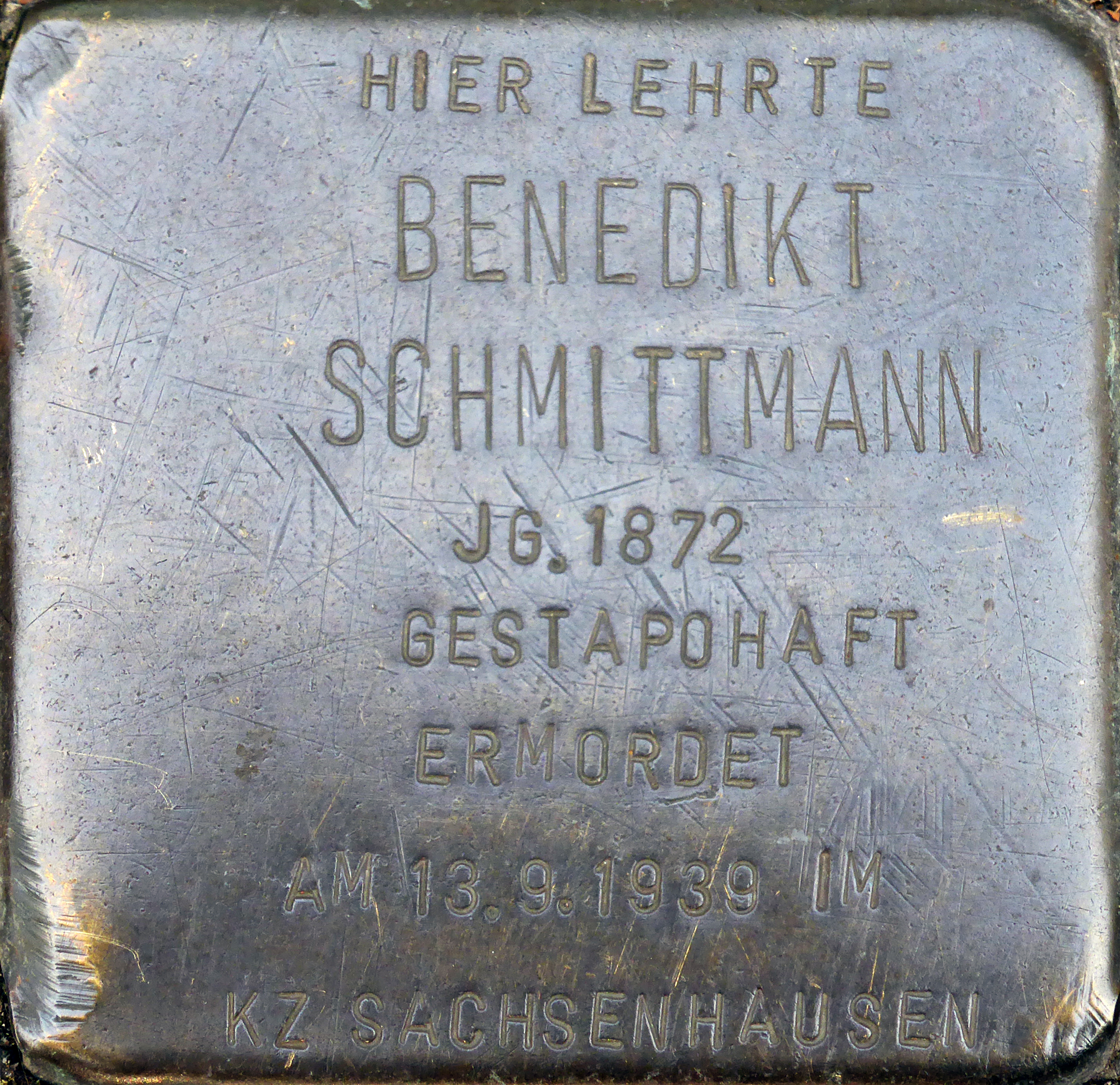
Stolperstein vor dem Hauptgebäude der Universität zu Köln

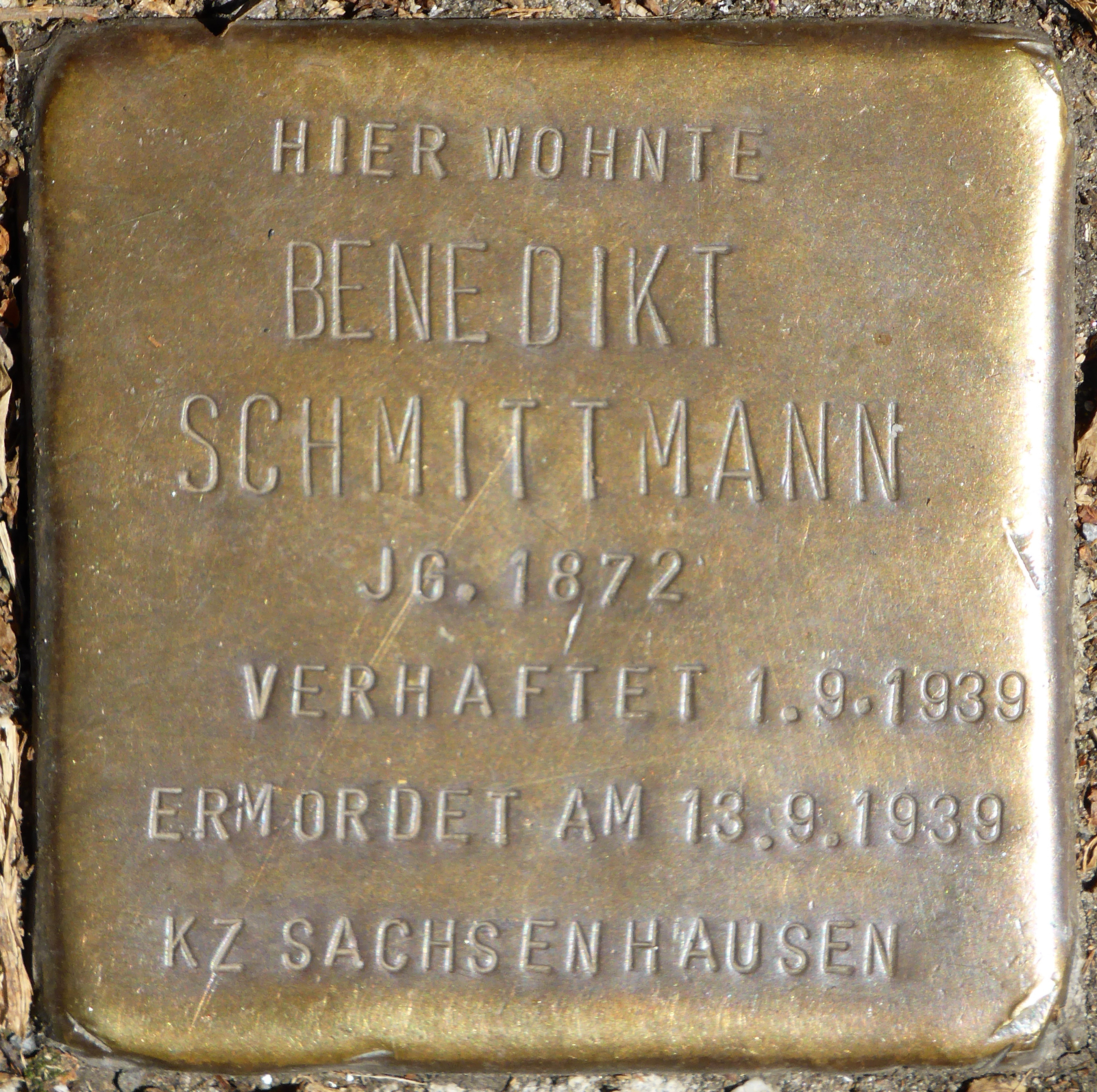
Stolperstein vor dem Wohnhaus Sachsenring 26

1953 wurde von seiner engagierten Witwe Helene („Ella“) Schmittmann geb. Wahlen (1880–1970) aufgrund seines Testaments aus dem Jahre 1935 auf dem kriegszerstörten Grundstück ihrer ehemaligen Villa in der Kölner Südstadt das private Studentenwohnheim Schmittmann-Kolleg und dessen Trägerverein Kreuz-Kolleg Benedikt-Schmittmann-Haus e. V. gegründet. Studentenwohnheim und Verein existieren bis in die Gegenwart. Mitbewohner waren unter anderem Rudolf Hartung oder Thomas Zuleger.
1969 wurde die gemeinnützige „Benedikt und Helene Schmittmann-Wahlen-Stiftung“ gegründet, die unter anderem nach sozialen und leistungsbezogenen Kriterien Stipendien an Studenten vergibt. Stiftungsvorstand ist Alfred Kuhlmann. Seit dem WS 2000/2001 vergibt sie zudem jährlich ein öffentlich ausgeschriebenes zweijähriges Promotionsstipendium an der Universität zu Köln.
Die katholische Kirche hat Benedikt Schmittmann als Glaubenszeugen in das deutsche Martyrologium des 20. Jahrhunderts aufgenommen.
Das Erzbistum Köln ehrt ihn als einen seiner Märtyrer am Gedenkort in der Kirche St. Ursula. Seine Kölner Kirchengemeinde ehrt ihn mit einer Gedenktafel und Statue in der Pfarrkirche St. Severin (Köln).
Die Stadt Köln ehrt ihn mit einer Figur an ihrem Rathausturm (Nr. 89). Seine Geburtsstadt Düsseldorf hat ebenso wie Köln eine Straße nach ihm benannt.
Im Gedenkhain an der Gedenkstätte und Museum Sachsenhausen erinnert eine Tafel an ihn.
Der Künstler Gunter Demnig verlegte an seinem Wohnort in Köln (Sachsenring 26), in Düsseldorf (Fleher Straße 341) und an seiner Wirkungsstätte, vor dem Hauptgebäude der Universität zu Köln, je einen Stolperstein.

## Werke
- Die sozialen Hilfsquellen des Staates und die Gegenwartsaufgaben der katholischen Caritas. Caritasverband, Freiburg 1916.
- Grundkräfte zur Neugestaltung Europas. G. A. Gloeckner, Leipzig 1928.
- Wirtschafts- und Sozialordnung als Aufgabe. Kohlhammer, Stuttgart 1932.